# 하이버네이션
최대 절전 모드(最大節電 - ) 또는 하이버네이션(hibernation) 혹은 재우기는 시스템 전원을 끄기 전에 시스템 메모리에 있는 모든 내용을 하드 디스크와 같은 비휘발성 메모리에 기록하는 기능이다. 많은 운영 체제가 이 기능을 지원한다. 컴퓨터가 다시 켜지면 하드 디스크에 저장된 내용이 메모리에 다시 로드되면서 원상태로 되돌아가며 이전에 사용하던 프로그램들도 아무 일이 일어나지 않은 것처럼 동작하게 된다. 최대 절전 모드로 들어갔다가 다시 되돌아오는 시간은 시스템을 다시 시작하는 시간보다 더 빠르다. 설정에 따라 최대 절전 모드 기능을  직접 실행하지 않아도 수행되게 할 수 있다.
하드 디스크에 내용을 저장하려면, 시스템에 설치된 메모리의 용량만큼 하드 디스크에도 그만큼의 여유공간이 남아 있어야 한다.
노트북 컴퓨터에 흔히 쓰이며 배터리가 얼마 없을 경우 자동으로 이 기능이 수행된다. 초기의 최대 절전 모드 기능은 바이오스를 사용하곤 했지만 현대의 시스템에서는 운영 체제가 직접 관장한다. 이는 ACPI 규격에서 슬리핑 모드 S4로 정의되어 있다.
영어로 하이버네이션(hibernation)이라고 하며, 이를 마이크로소프트 윈도우 운영 체제에서는 "최대 절전 모드"로, 맥 OS에서는 "재우기"로 뜻을 옮기고 있다.

## 같이 보기
- 그린 컴퓨팅
- 전원 관리
- ACPI